# Zlatá bula melfská
Zlatá bula melfská z roku 1231 završovala soubor dokumentů, které lze označit jako „Štaufské listiny“. Patří sem Zlatá bula sicilská (z roku 1212), Zlatá bula ulmská (z roku 1216) a Zlatá bula melfská. I u ní platí, že získala své jméno podle místa, kde byla vystavena – tedy ve městě Melfi, mezi Bari a Neapolí v dnešní italské provincii Potenza. Vydal ji Fridrich II. Štaufský pro českého krále Václava I.
Tím vznikají jisté zmatky. Má se za to, a to oprávněně, že od Václava I. platí v Čechách nástupnické právo pro prvorozeného, tedy nástupnictví, podle zásad primogenitury. Jenže jednak Václav I. sám podle zásad prvorozenectví na trůn nenastupoval; nebyl prvorozeným synem Přemysla Otakara I. Primogenitura tedy v Čechách za Václava I. opravdu začíná, ale podle jejích zásad nastoupil na trůn až jeho syn Přemysl Otakar II. Zásadu primogeniturního následnictví potvrzovala Václavu I. právě Zlatá bula melfská. Tím se České království stalo (po Francii) druhou zemí, která přijala nástupnickou zásadu primogenitury a vůbec první, která toto právo, v následné (druhé) linii připouštěla, a to i k trůnu, „po přeslici“, tedy pro ženské členky rodu (ve Francii platil právní řád označovaný jako Francké zrcadlo, který vylučoval právo žen dědit zemi/půdu, tedy i trůn, a platila tam tak zásada maskulinní primogenitury; v Čechách tomu tak nebylo, zde se Franckým zrcadlem neřídili, a Zlatá bula melfská otázku neřešila – tedy nároky dcer k trůnu, byť v druhém sledu, až po vymření mužských potomků, umožňovala). Zásada primogenitury významně stabilizovala český stát a zabránila jeho dalšímu štěpení mezi jednotlivé linie vládnoucího rodu. 
U Zlaté buly melfské žel zřejmě nemáme ani informace o způsobu jejího vydání, ani o tom, kdo si ji vyžádal (zda již Přemysl Otakar I. nebo až Václav I.), a ani o tom, kdo ji přebíral. Její poměrně pozdní vydání zřejmě souviselo s komplikovaným nástupem Václava I. k vládě. Ten byl na trůn (de facto) akceptován aklamací (moderním jazykem řečeno) roku 1216. Korunován byl v roce 1228 a moci, tedy žezla, se ujal až roku 1230. 
Roku 1231 se tak uzavřel reálný proces emancipace českého státu a jeho mezinárodního (faktického) uznání. Zlatá bula sicilská vyjímá českou zemi zpod říšského práva, uznává české právo přijímat vlastní zákony, ustanovuje, že české soudní rozhodnutí je konečné a nelze se tedy od českých soudů odvolávat do Říše, přiznávala českému státu právo na samostatnou zahraniční politiku a určuje, že si český stát může rozhodovat (všem sporům a diskusím navzdory, zřejmě) o vládnoucí dynastii – tedy vyjímá ho z práva odúmrti, které až dosud náleželo vládnoucímu císaři; a konečně Zlatá bula sicilská uznala a zajistila hranice českého státu, a to i vůči Říši. Zlatá bula ulmská byla ze „Štaufských listin“ tou nejslabší – prakticky jen posilovala postavení vládnoucího rodu a (v jeho rámci) vládnoucí rodiny. Zlatá bula melfská je sice nejméně známou, ale tím, že zavádí následnickou zásadu primogenitury, se stala naprosto zásadní pro stabilizaci českého státu.[zdroj?]